# Henrieville
Henrieville és una població dels Estats Units a l'estat de Utah. Segons el cens del 2000 tenia 159 habitants.

## Demografia
Segons el cens del 2000, Henrieville tenia 159 habitants, 57 habitatges, i 40 famílies. La densitat de població era de 361,1 habitants per km².
Dels 57 habitatges en un 33,3% hi vivien nens de menys de 18 anys, en un 64,9% hi vivien parelles casades, en un 7% dones solteres, i en un 28,1% no eren unitats familiars. En el 26,3% dels habitatges hi vivien persones soles el 17,5% de les quals corresponia a persones de 65 anys o més que vivien soles. El nombre mitjà de persones vivint en cada habitatge era de 2,79 i el nombre mitjà de persones que vivien en cada família era de 3,41.
Per edats la població es repartia de la següent manera: un 32,1% tenia menys de 18 anys, un 6,3% entre 18 i 24, un 20,8% entre 25 i 44, un 22,6% de 45 a 60 i un 18,2% 65 anys o més.
L'edat mediana era de 37 anys. Per cada 100 dones de 18 o més anys hi havia 74,7 homes.
La renda mediana per habitatge era de 28.500 $ i la renda mediana per família de 35.000 $. Els homes tenien una renda mediana de 21.667 $ mentre que les dones 22.500 $. La renda per capita de la població era de 12.231 $. Entorn del 4,5% de les famílies i el 8,6% de la població estaven per davall del llindar de pobresa.

## Poblacions més properes
El següent diagrama mostra les poblacions més properes.